# Gnophos gorgata
Gnophos gorgata är en fjärilsart som beskrevs av Brandt 1938. Gnophos gorgata ingår i släktet Gnophos och familjen mätare. Inga underarter finns listade i Catalogue of Life.